# Karl Maximilian von Bauernfeind

Karl Maximilian von Bauernfeind

Karl Maximilian (Max) von Bauernfeind (* 28. November 1818 in Arzberg in Oberfranken; † 3. August 1894 in Feldafing) war ein deutscher Geodät und Brückenbau-Ingenieur.

## Leben
Bauernfeind ging mit 18 Jahren auf die Polytechnische Schule in Nürnberg bei Georg Simon Ohm, studierte zwei Jahre später in München Mathematik und Physik und bestand 1841 die Staatsprüfung.
Nachdem er als Ingenieur der obersten Baubehörde beim Bau der Ludwig-Süd-Nord-Bahn im Fichtelgebirge praktische Erfahrungen im Bereich Eisenbahn-Bau gesammelt hatte, wurde er 1846 außerordentlicher und 1851 ordentlicher Professor für Geodäsie an der Königlich-polytechnischen Schule in München. Schon im Jahr 1844 war er in einer Nebentätigkeit eben dort Hilfslehrer.
Im Jahr 1846 legte Bauernfeind eine Neubearbeitung der Theorie der Brückengewölbe vor, die für lange Zeit maßgebend blieb. Fünf Jahre später erfand er das Prismenkreuz (Verbindung von zwei Prismen, z. B. Bauernfeindprismen (Dreiseitprismen)), ein Gerät, das wegen seiner Genauigkeit bald zum unentbehrlichen Hilfsmittel der Geodäten wurde. 1856 erschienen seine Elemente der Vermessungskunde, die für Jahrzehnte zum Standardwerk dieser jungen Wissenschaft wurden.
1854 trat Bauerfeind als Bauingenieur in die Generaldirektion der Bayerischen Staatseisenbahnen ein.
1857 unternahm er in den Alpen barometrische Höhenmessungen; hierbei wurde erstmals deutlich erkannt, welchen Einfluss die Wärmestrahlung des Erdbodens hat. 1864 untersuchte er eingehend die terrestrische Refraktion, die Brechung der Lichtstrahlen in der Lufthülle.
Als um 1865 die Bayerische Gradmessungskommission gegründet wurde, leitete Bauernfeind das Bayerische Präzisions-Nivellement, das ein Jahr vor seinem Tod abgeschlossen wurde und erst 1957 durch ein neues System abgelöst wurde. Er erkannte und förderte durch Stipendien beziehungsweise Berufungen Talente wie Rudolf Diesel und Carl Linde oder den späteren Geodäsie-Professor Christian August Vogler.
1865 wurde er außerordentliches Mitglied der mathematisch-physikalischen Klasse der Bayerischen Akademie der Wissenschaften und 1870 als ordentliches Mitglied aufgenommen. 1873 wurde er zum Mitglied der Leopoldina gewählt und in den Adelsstand erhoben.
Im Jahr 1868 wurde Bauerfeind Leiter der nach seinen Vorschlägen neu organisierten Polytechnischen Schule (aus der später die Technische Universität München hervorging). Dort gestaltete er die Geodäsie zu einer wissenschaftlichen Disziplin. Nachdem er die Leitung 1874 abgegeben hatte, hatte er dieses Amt nochmals von 1880 bis 1889 inne.
Bis zu seiner ehrenhaften Emeritierung leitete Bauerfeind die Herausgabe der Bayerischen Präzisionsnivellements.

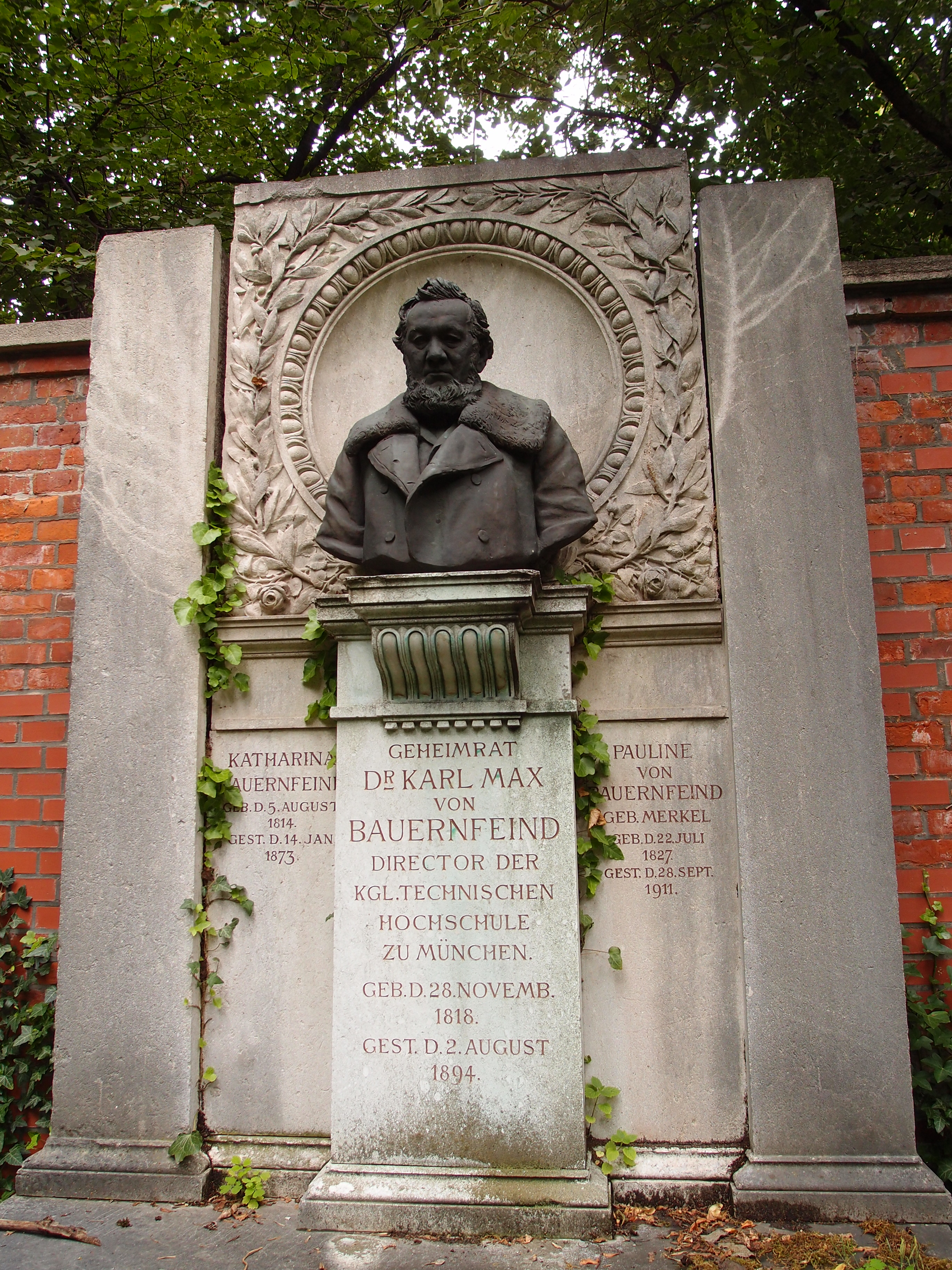
Grab von Karl Max von Bauernfeind in München

Bauernfeinds Grab befindet sich auf dem Alten Nördlichen Friedhof in München.

## Ehrungen
Die Technische Universität München ehrt Persönlichkeiten, die sich durch besonderes Engagement um die Hochschule verdient gemacht haben, mit der Karl-Max-von-Bauernfeind-Medaille. Des Weiteren gibt es zu seinen Ehren am Stammgelände der TU München in der Maxvorstadt einen Karl-Max-von-Bauernfeind-Hörsaal (Raumnummer 2750).
Der gemeinnützige Karl-Max-von-Bauernfeind-Verein e. V. fördert Forschung und Lehre an der TUM.

## Veröffentlichungen
- Elemente der Vermessungskunde, 2 Bände, München 1856, 1858[1]
- Beobachtungen und Untersuchungen über die Genauigkeit barometrischer Höhenmessungen und die Veränderungen der Temperatur und Feuchtigkeit der Atmosphäre, München 1862. Digitalisat